# 李善実
李 善実（リ・ソンシル、리 선실、1916年1月 - 2000年8月）は、序列22位まで上り詰めた朝鮮民主主義人民共和国（北朝鮮）最高位の女諜報員であるが、2000年の深化組事件で拷問死した。朝鮮労働党統一戦線部副部長、党政治局候補委員、最高人民会議代議員。死後に名誉回復された「共和国英雄」。北朝鮮で最も人気のあるスパイドラマ『名もなき英雄』のモデルといわれる。
日本に渡って在日朝鮮人に偽装し、韓国に合法的に潜入するという手法を確立した。この手法は、対南工作や日本人拉致等で多用されている。
出生名は李花仙（リ・ファソン）。工作活動の過程で申順女（シン・スニョ）、李仙花（イ・ソヌァ）という偽名も使用している。

## 前半生
済州島南部の村、大静邑加波里の出身。父は李在春（リ・ジェチュン）、母は金庚良（キム・ギョンヤン）。六男一女の長女で、本名を李花仙（リ・ファソン）という。幼いころから利発な子として近所でも評判であったが、家が貧しかったため、加波の小学校を4年で中退した。1930年、母親とともに大阪に出稼ぎに来ていた父親を訪ねて3年ほど同地で暮らし、その後、朝鮮に戻って主として釜山で生活した。
1937年、李花仙は加波の小学校の同級生で漁師をしていた金太鐘（キム・テジョン）と結婚した。1940年、2人は長崎県対馬島に渡り、夫は潜水夫、彼女は裁縫の仕事で生計を立てた。第二次世界大戦後の1947年、夫とともに帰国して釜山の影島に居住、子どものいなかった2人は4歳の女児を養子として迎え入れた。しかし、夫は間もなく妻子を残して単身対馬に戻り、別の女性と同棲、子をなした。
釜山に残された彼女は、当時大きな勢力となっていた南労党（南朝鮮労働党）の女性運動に参加し、同年配の女性党員から共産主義思想を叩き込まれた。その後、北朝鮮労働党から釜山に派遣されてきた破壊工作員（金三龍）が李善実の家を訪れ、彼女と同棲生活を始めた。1950年、同棲中の活動家が工作活動中、韓国治安当局に現行犯逮捕され（のち処刑）、李善実も指名手配された。李善実は「この恨みはきっと晴らす」と言い残して越北（北朝鮮に逃亡）し、パルチザン（非正規軍）としての生活を始めた。北朝鮮に移ってからの彼女は李善実（リ・ソンシル）を名乗るようになった。この年6月の朝鮮戦争勃発直後、ソウルを訪れて政治工作に加わった彼女は、このとき金太鐘の兄金太能を訪ね、夫の近況を確かめている。

金日成

すぐに平壌に戻った李善実は、朝鮮労働党直属の金剛学院で集中的に思想教育を受けた。卒業後の彼女は政治分野で頭角を現し、軽工業委員会の課長、黄海道女性同盟幹部、平壌市女性同盟副委員長などを歴任した。1963年、彼女は金日成にあてて「祖国統一事業に一生をささげたい。対南工作戦線の戦闘員にしてほしい」と直接嘆願書を出した。金日成は彼女に、北朝鮮工作員養成機関（のちの金正日政治軍事大学）に入学せよとの命令を下した。彼女は1年間、諜報工作と破壊工作に必要な知識・技能を徹底して学び、卒業時には韓国に潜入して対南工作をおこなうよう指令を受けた。

## 対南工作
彼女は、韓国内で大規模なスパイ網を築き上げることとなるが、それ以前に2回、韓国に潜入している。最初は1966年8月、北朝鮮の特殊工作船で江華島に密入国し、ソウルや釜山に約5年潜伏して1971年に北朝鮮に帰還した。2度目は、1973年4月、同じルートで韓国に入国して5か月間、ソウル、釜山に潜伏して同年9月に北朝鮮に戻った。労働党連絡部（のちに改組されて社会文化部、現在の対外交流局）は彼女のスパイとしての力量を高く評価した。

### 日本への潜入
李善実には、大規模な工作活動を展開するための長期韓国潜入という重大な任務が下った。そのためには韓国内で合法的な身分を取得する必要があったが、彼女が目をつけたのは日本であった。
彼女は、以前に在日朝鮮人として日本に暮らしたことがある女性で、しかも今は北朝鮮に移り住んでいて、なおかつ年齢や出身地がなるべく自分に近い人物を探した。このような条件に合致したのが北朝鮮の地方都市に住んでいた申順女という女性であった。彼女は1960年に日本から北朝鮮に渡り、全羅北道には実姉がおり、神戸市には異母弟が住んでいた。彼女は申順女に近づき、幼いころの記憶や両親の死亡年月なども含めた肉親に関する情報を細かいところまで調べ、彼女が日本に住んでいた頃に両親と一緒に撮った写真も入手した。以後、彼女は申順女（シン・スンヨ）に成りすまし、工作活動を展開することとなる。
1974年1月、彼女は日本海側の海岸から日本に密入国し、神戸にいる「異母弟」に会いに行き、あたかも自分が申順女であるかのように振る舞って両親の写真をみせた。実際に申順女に会ったことのなかった「異母弟」はすっかり彼女が申順女であると騙されてしまった。彼女は、1974年3月、東京都荒川区役所で、同区に住む親戚を保証人として「申順女」の名で外国人登録を申請し、受理された。そして、彼女は東京入国管理局に出頭して、自分が韓国の馬山市からの密入国者だと「自首」し、特別在留許可を申請した。不法入国者は、本来ならば強制退去させられるのであるが、やむを得ない事情がある場合には特別在留許可が下りることがある。李善実は、1964年に密入国して李東春という韓国人男性と同棲してきたが、彼が神経痛で動けなくなったので自分が働きながら看病しているという「やむを得ない事情」を捏造した。なお、李東春は工作活動における土台人に相当する。
東京入管は彼女の供述を調査していくなかで本物の申順女は1960年に日本から北朝鮮に渡ったことに気づき、その点を本人に指摘したが、李善実は自分こそが本物の申順女で北朝鮮に渡ったのは偽物であると主張し、自分の両親がどこでいつ亡くなったかなどを詳細に語り、写真も見せた。東京入管が調べたところ、はたして彼女の供述通りであった。一方、本物の申順女は北朝鮮にいるので供述の取りようがなく、結局、彼女に特別在留許可を与えた。彼女は入管まで騙したことになる。

### 訪韓
彼女はさらに、1974年11月には、在日韓国公館におもむいて韓国人国民登録を行った。国民登録証を得れば、旅券を取得して自由に韓国への出入国が可能になる。しかし、彼女がすぐに旅券申請行うことはなく、その後4年間は目立った動きを見せなかった。
1978年5月、彼女は神戸の異母弟に全州市に住む実姉に会いに行こうと声をかけ、「母国訪問団」（墓参団）の一員として訪ねたい旨を伝えると、異母弟はすぐさまこれに同意して民団事務所に申請の手続きを行った。1978年6月、異母弟とともに母国訪問団で堂々と韓国の空港に降り立った彼女は、親類と会う時間を利用して申順女の実姉と「再会」した。ここでも彼女は迫真の演技を見せ、涙を流して60年ぶりに「再会」した姉に、父母の名を出し、幼いころの思い出話を語り、妹として振る舞った。姉はすでに80歳を超えていて、視力は衰え、記憶力も低下していたので、何の疑問もなく彼女を信じた。李善実は「姉」の子息にも日本製のカメラや腕時計をプレゼントしており、彼らも当然、本当の叔母だと信じ、アリバイ工作は成功したのである。
日本に戻った彼女は、すぐに姉に対して、ゆくゆくは自分も故郷に住みたいという内容の手紙を出し、半年後、おみやげをたくさん持参して韓国を再訪、姉の家に1カ月滞在し、姉の子どもたち夫婦とは2泊3日の済州島旅行まで行って親交を深めた。1979年4月以降は工作船で北朝鮮に戻り、約4カ月滞在してこれまでの活動を報告、さらに今後の任務について協議を重ねた。1979年9月、李善実は再び韓国を訪問、「日本で住んでいた家を売却して1,000万を持ってきたのでソウル市内に適当な家を見つけてほしい」と姉の子息の妻に持ちかけた。彼女はこれを受けて不動産業者を何軒かまわり、結果としてソウル市内での住宅購入に成功した。これが、韓国での彼女のアジト（秘密基地）となった。

### 韓国への「永住帰国」
1980年3月、日本から冷蔵庫、テレビ、オートバイ、電気炊飯器、ミシンなどの大量のおみやげを前もって「姉」一家に送ったうえで韓国を再訪、このたびは長期潜伏となった。姉の家には長逗留はせず、住民登録を行った。当時、全州支庁の平和洞事務所の事務長をしていたのが姉の長男であった。彼の推薦で、すんなりと「申順女」名義での住民登録に成功して彼女へのなりすましが完成した。「永住帰国」がかなった後は、すぐに以前購入していたソウル市銅雀区の家に転居し、名義を自身のものに変更、本籍地も全羅北道から新住所に変更した。1年間は表立った活動はせず、1981年11月にソウルの永洞教会に顔を出し、教会の執事に取り入って養女がほしいと相談を持ちかけた。しばらくして保険の外交をしていた53歳の女性を紹介され、彼女を養女とした。いざというときの安全策である。一方で彼女は、姉の子や養女の名義で不動産を購入しては転売するやり方で蓄財し、さらに養女の知り合いに高利で貸し付けるなどして工作資金を増やしていった。この間、李善実は、1979年に朝鮮労働党統一戦線部副部長に任命され、1980年10月、第6次党大会で政治局候補委員、中央委員に選出、1981年11月には国旗勲章第一級を授与されている。
ソウルにアジトを設けた李善実は、「韓国内に地下組織を結成し、韓国を混乱させる破壊活動を展開すること」を工作目標に1990年まで活動を展開した。北朝鮮から派遣された工作員（「任」「崔」「李」、李フンベ）4名は韓国人金洛中をコントロールし、もう1つの4人組（権重ヒョン、金東植、李トンジン、氏名不詳の女性）は韓国人孫炳善、黄仁五をオルグし、統制下に置いたので、10人前後の部下を率いての工作活動である。北朝鮮から派遣される工作員との協議は警備の厳しい韓国ではなく、日本で行った。養女には「神戸の弟に会いに行く」「胃炎の薬を買いに行く」などの口実を設けて計4回、訪日した。彼女は、与えられた工作資金のほかに自らも稼いだ豊富な資金を用い、10年かけて地下党を組織した。また、1989年からは「済州出身の李仙花」と「完州出身の申順女」という2つの名前を使い分けるようになった。
1980年4月のサボク炭坑騒擾事件の主導者であった黄仁五は、懲役刑に処せられたが、彼には2人の弟がおり、ともにソウル大学在学中に過激な活動で逮捕された経歴を持っていた。李善実は、黄仁五たちの母親である全在順が民主化実践家族運動協議会（民家協）に関係していることをつかんで、この団体に近づき、自分が日帝時代に朝鮮独立運動に参加し、1948年の済州島四・三事件の犠牲者の親族であり、わが子は1968年の統一革命党事件に関わって行方知れずになったと「自己紹介」し、その上で、今まで食堂を個人経営して貯めた金銭を韓国民主化運動のために寄付したいと申し出て、民家協の推薦する革新政党、民衆党に高額な大型複写機や多額の現金を寄付した。民衆党幹部から有志李仙花（イ・ソンファ）として大々的に紹介された李善実は、民家協や民衆党シンパとして公然と会合に参加した。そして、ごく自然に全在順に近づき、息子の後ろ盾になりたいと申し出た。本人が同意するなら養子にしてもよい、死後は全財産譲ってもよいとまで言われた全在順は息子の連絡先を教え、自らも直接電話をかけて「李ハルモニ」に一度会ってみるよう勧めた。
李善実はこうして李仙花として黄仁五と会い、会わせたい人がいるとして配下の権重ヒョンを紹介した。権は大胆にも自身が北からの工作員であることを明かして黄仁五を説得、北側の工作員とすることに成功した。黄は、北朝鮮の若い工作員たちからソウルの児童公園や漢江の河川敷でスパイ訓練を受け、朝鮮労働党に入党した。1990年9月、黄仁五は権重ヒョンに北朝鮮行きを命じられ、10月には江華島から工作船で入北することとなった。江華島で待っていたのは李仙花（李善実）とその部下の金東植であった。当時20代だった金東植は、1990年の半年間、75歳の李善実と「祖母と孫」を装って同居していた。1990年10月17日、李成実は金東植に背負われて秘密裡に韓国を脱出、半潜水艇で北朝鮮に帰還した。越北した黄仁五には、朝鮮労働党中部地域党創設の工作任務が付与された。

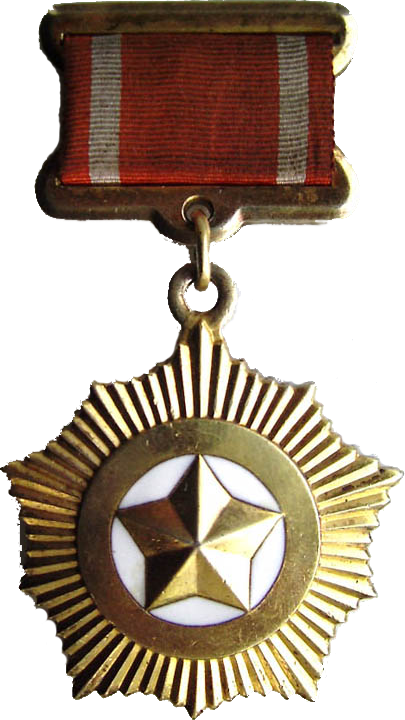
「朝鮮民主主義人民共和国英雄」の勲章

その間、李善実は1982年2月、最高人民会議第7期代議員に当選（以来、10期まで継続して選出）、同年4月には金日成の70歳の誕生日に合わせて、金日成勲章と金日成の名が刻み込まれた金時計を授与され、9月、祖国解放記念勲章が授与された。1985年8月、国旗勲章1級と祖国解放記念メダルが授与され、1986年12月には努力勲章が授与された。1990年5月には最高の栄誉である「朝鮮民主主義人民共和国英雄」が与えられている。

## 帰国と拷問死
帰国後も彼女は出世し、栄達をきわめた。すでに、夫の金太鐘は1971年に妻の権勢を伝え聞いて養女とともに北に渡り、養女は北朝鮮の高官と結婚していた。済州島の母は娘の安否を長年知らずにいて、1991年に彼女の幼馴染に安否を尋ねると、幼馴染がその後北朝鮮に渡る機会があって人づてで彼女が北でたいへん出世していることを知り、そのことを彼女の母に教えたという。
1991年1月、金日成が在日本朝鮮人総聯合会（朝鮮総連）副議長と祖国統一汎民族連合（汎民連）共同議長に会見したが、李善実はこれに陪席した。同月、彼女は韓国民族民主戦線副委員長に任命され、対南秘密工作部門の主要責任者となった。1992年4月、金日成の80歳の誕生日の宴会に朝鮮労働党政治局候補委員の資格で出席した。同年9月、北朝鮮の建国44周年行事の際、北朝鮮の「労働新聞」は政治局候補委員として22番目に李善実の姓名を掲げた。1994年の金日成の死の際には国家葬儀委員会委員、1995年の元帥呉振宇の死去に際しても国家葬儀委員会委員を務めた。
2000年、金正日とその意を受けた腹心の張成沢による大粛清「深化組事件」で強制収容所送りとなり、そこで拷問死した。その後、金正日の指示で復権し、平壌の愛国烈士陵に埋葬された。

## 叙勲
- 1981年11月:国旗勲章1級[15]
- 1982年4月:金日成勲章[15]
- 1982年9月:祖国解放記念勲章[15]
- 1985年8月:国旗勲章1級[15]
- 1986年12月:努力勲章[15]
- 1990年5月：共和国英雄（朝鮮民主主義人民共和国英雄）[15]